# NGC 4859
NGC 4859 (również PGC 44534 lub UGC 8097) – galaktyka spiralna (S0-a), znajdująca się w gwiazdozbiorze Warkocza Bereniki. Odkrył ją Heinrich Louis d’Arrest 21 kwietnia 1865 roku.